# هاوانا (کانزاس)
هاوانا (به انگلیسی: Havana) شهری در ایالت کانزاس کشور ایالات متحده آمریکا است که جمعیت آن در سرشماری سال ۲۰۱۰ میلادی، ۱۰۴ نفر بوده‌است.